# Шашки (часопис)
«Ша́шки» — щомісячний часопис, присвячений викладу й аналізу шашкової гри. Виходив у Києві з липня 1897 до кінця 1901 року (54 номери). Перший в історії шашковий журнал на теренах Російської імперії.
У виданні друкували чимало партій, етюдів, кінцівок, аналізи важливих партій, життєписи найсильніших шашкістів, розповіді про різні види шашкових ігор у Росії та закордоном, інформацію про змагання, огляди шашкових відділів інших видань і т. ін.
Видавець-редактор — Павло Миколайович Бодянський.